# Protesterna i Georgien 2011
Protesterna i Georgien 2011 inleddes den 21 maj 2011, då över 10 000 georgier deltog i en demonstration i Tbilisi med krav på president Micheil Saakasjvilis avgång. Samtida med protesterna i Tbilisi hölls även demonstrationer i kuststaden Batumi där demonstranter försökte bryta sig in i en TV-byggnad. Nino Burdzjanadze, tidigare talman i det georgiska parlamentet och numer ledare för oppositionspartiet Demokratiska Rörelsen - Förenade Georgien, har varit ledarfiguren under demonstrationerna. Demonstranterna i Batumi drabbade kortvarigt samman med polis. Demonstrationerna i Tbilisi har i huvudsak utförts utanför Georgiens offentliga televisions byggnader, men den 25 maj hölls dessa även utanför landets parlament.
Den 25 maj hade demonstranterna utlyst till en "vredens dag", dock drog sig de flesta partierna ur detta och istället slöt omkring 5 000 demonstranter upp under dagen. Under natten mot torsdagen den 26 maj sattes polis in för att skingra demonstranterna. Runt klockan 00:15 den 26 maj gick polisen in och började skingra demonstranterna, bland annat med tårgas och gummikulor. Till följd av detta avled en 54-årig man efter att sannolikt ha träffats av en av bilarna i konvojen. Tidigare har även en polisman avlidit, som påstås ha blivit påkörd av protestledarnas konvoj.

## Arrestering
Tidigt i juni år 2011 arresterades den forne generalen Badri Bitsadze, make till oppositionsledaren Nino Burdzjanadze, och han anklagades för att ha legat bakom försöken att ta över makten.